# Route du sel
Pour les articles homonymes, voir La route du sel.
La route du sel désigne les routes commerciales d'échanges et de commerce, par laquelle le sel a été transporté depuis les régions de production vers les régions consommatrices et déficitaires.

## Origine
Dès l'âge du bronze (IIe millénaire av. J.-C.) apparurent des itinéraires de transhumance, comme celui qui relie la Ligurie maritime avec les alpages, bien avant toute route construite, permettant de relier les riches provinces pourvues de sel et d’alimenter celles dépourvues de sel.

## Europe

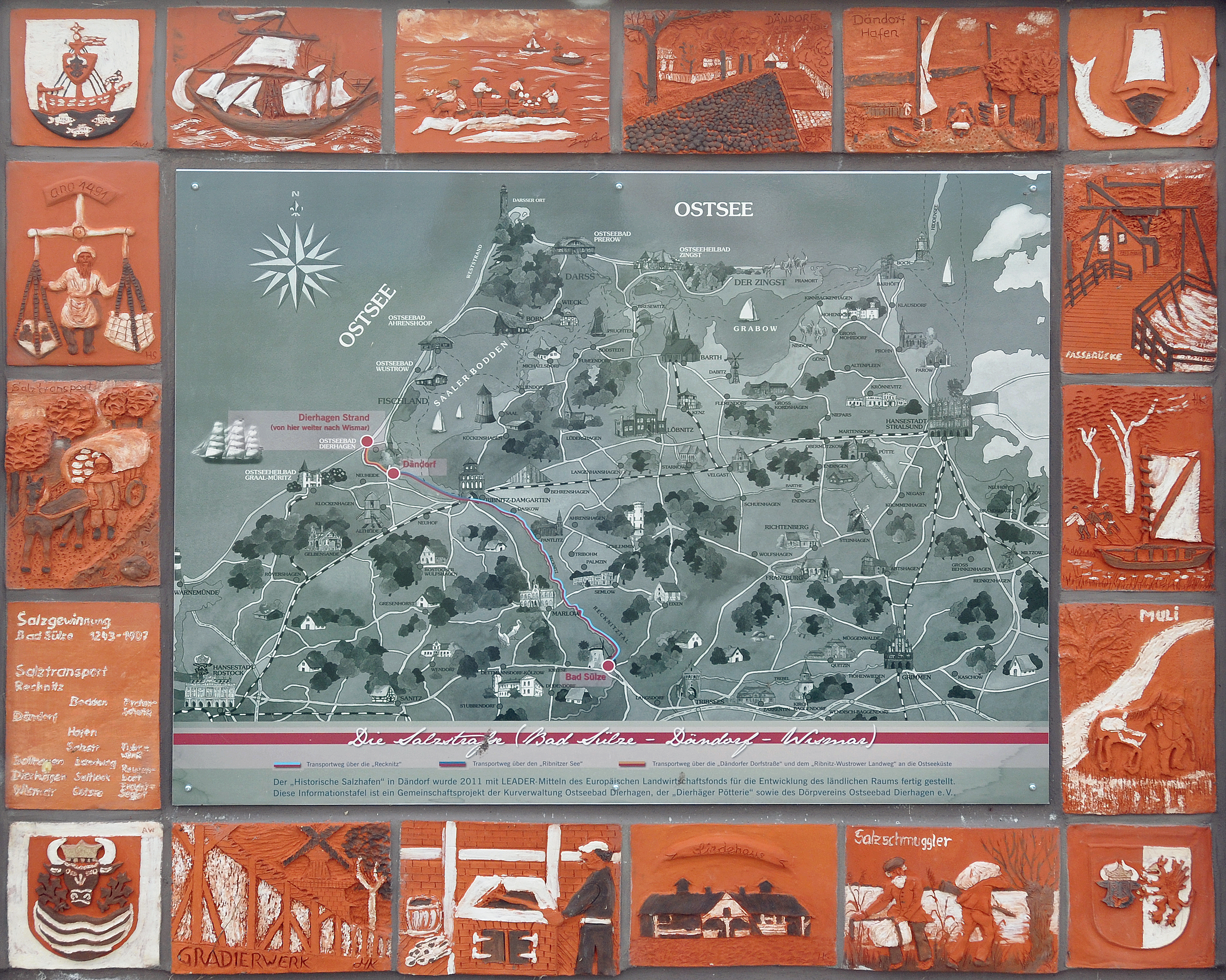
Routes du sel dans le nord de l'Europe en 1243

Les cours d'eau navigables de l'Europe constituent des routes commerciales utilisées pour le transport du sel, dès l'époque médiévale durant laquelle les expéditions de sel utilisent des radeaux chargés de sel vers l’amont et redescendent en convois de bois, expédiés vers l'aval. D'autres itinéraires longent les côtes européennes. Quand le commerce de longue distance est relancé au XIe siècle, les régions sud chaudes et ensoleillées naturellement exportent vers le nord humide. À la fin du Moyen Âge, l'expansion des flottes de pêche des Pays-Bas nécessite plus de sel que ne peuvent alors en produire ces régions, et le sel arrive depuis la péninsule Ibérique : Fernand Braudel note que « Les Provinces-Unies qui auraient pu être à genoux si leurs livraisons de sel avaient été bloquées à la fin du XVIe siècle. L'Espagne ne rêvait que de cela ».

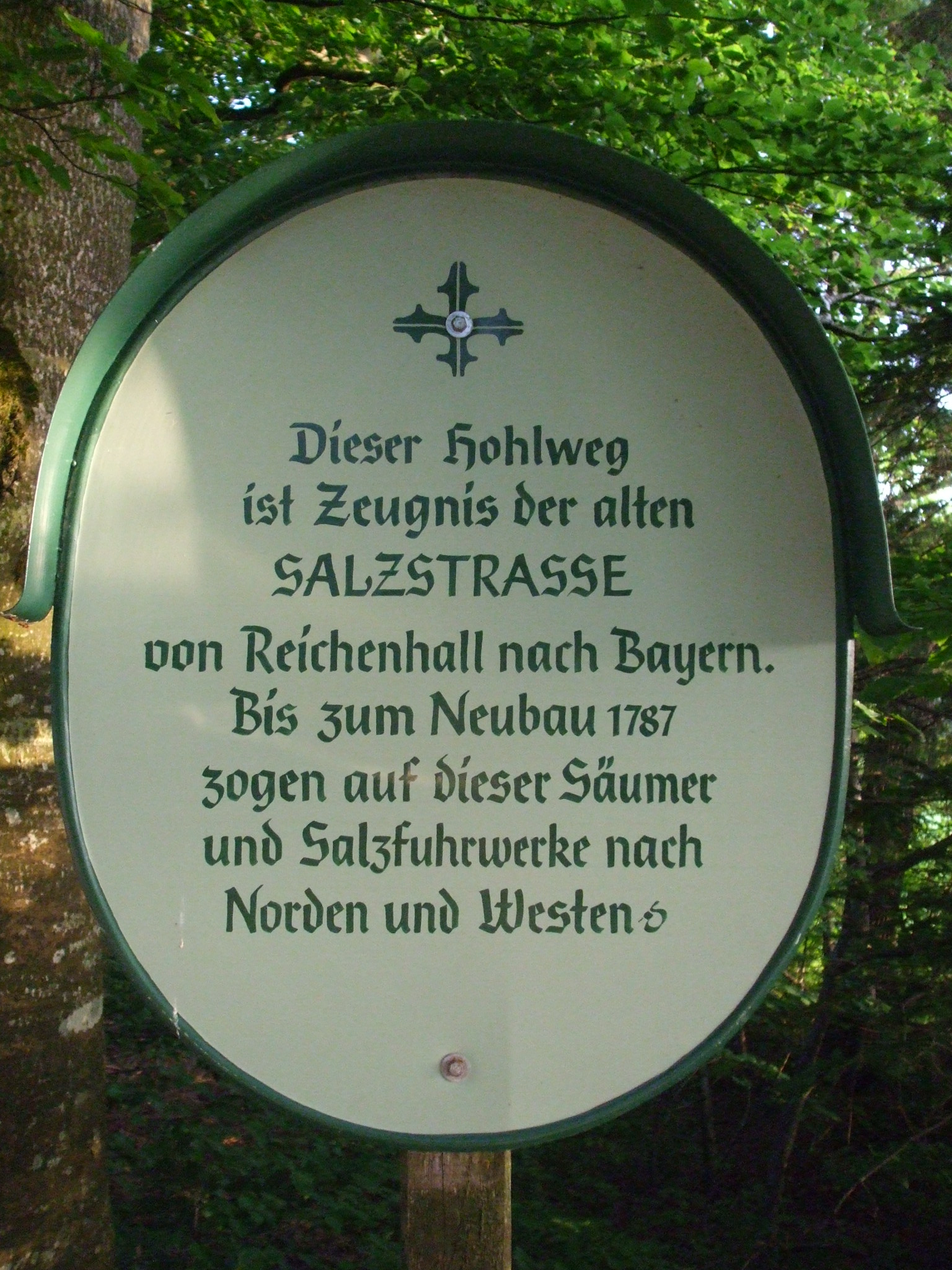
Signalétique de la route historique du sel en Bavière

Les ports ne sont pas nécessairement des lieux alimentés en sel. En Europe centrale, l'ancienne route du sel, d'environ 100 km de long, relie Lunebourg au port de Lübeck (Allemagne). La ville de Lunebourg, mentionnée pour la première fois au Xe siècle, s'est enrichie sur les marais salants entourant la cité. Via Lauenburg le sel est transporté à Lübeck et de là, expédié vers tous les ports de la mer Baltique. Lunebourg et son sel ont constitué les principaux facteurs de puissance et de richesse de la Ligue hanséatique. Après une longue période de prospérité, son importance a diminué au XVIIe siècle. La dernière des mines de sel est fermée en 1980, mettant fin à cette tradition millénaire.
Le vaste territoire intérieur de la Pologne est dépourvu en sel. Braudel rapporte qu'au XIVe siècle, à Wieliczka près de Cracovie, des paysans extraient le sel de saumure évaporée dans les hauts-fonds marins. Cette technique est concurrencée par l'industrialisation de l'exploitation minière du sel. Des galeries sont alors creusées à une profondeur de 300 mètres, et d'énormes treuils motorisés. Des chevaux tirent les blocs de sel vers la surface. À son apogée, la production s'élève à 40 000 tonnes par année et les mines emploient jusqu'à 3 000 travailleurs.

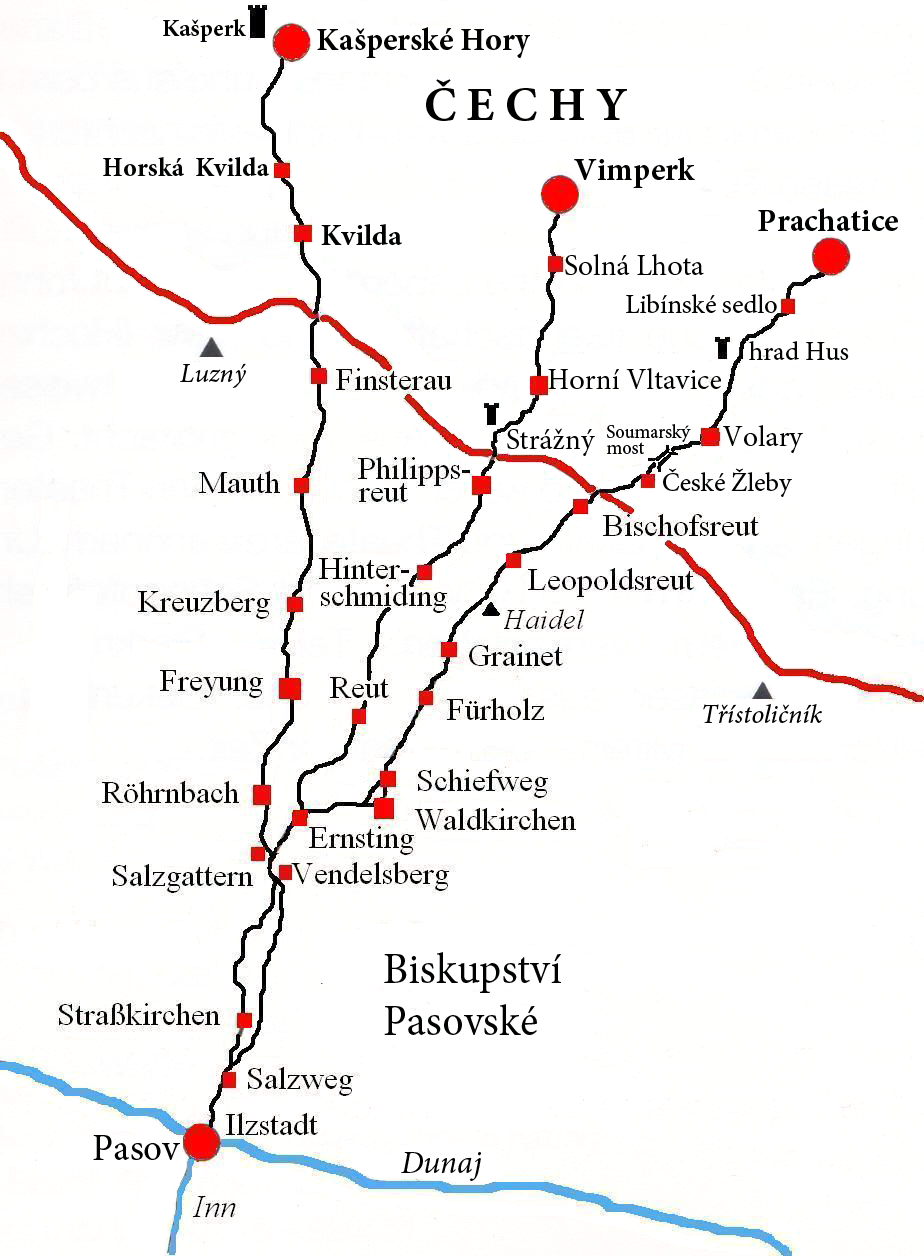
Tracé des anciennes voies pour le sel en République tchèque

En République tchèque, le sel, substance également introuvable, est acheminé par des sentiers forestiers, dès le XVe siècle. L'une de ces plus anciennes voies est appelée le Sentier d'or. Elle était courte, mais d'une importance capitale pour la vie du pays ; elle mène depuis Passau à la frontière bavaro-autrichienne jusqu'à Prachatice, Vimperk ou Kašperské Hory en Bohême-du-Sud.
À l'origine, ce chemin n'est qu'un sentier muletier étroit, bon tout juste pour être emprunté par des bêtes de somme. Avec le développement du commerce, il est élargi afin que les attelages puissent y passer. À l'époque ce chemin est décrit comme une route, il mesure en effet environ 2,5 mètres de large et est pavé de pierres. A la fin du XVIe siècle, ce commerce devient le monopole des évêques de Passau, qui profitent de ce privilège pour accumuler de fabuleuses richesses.

### France

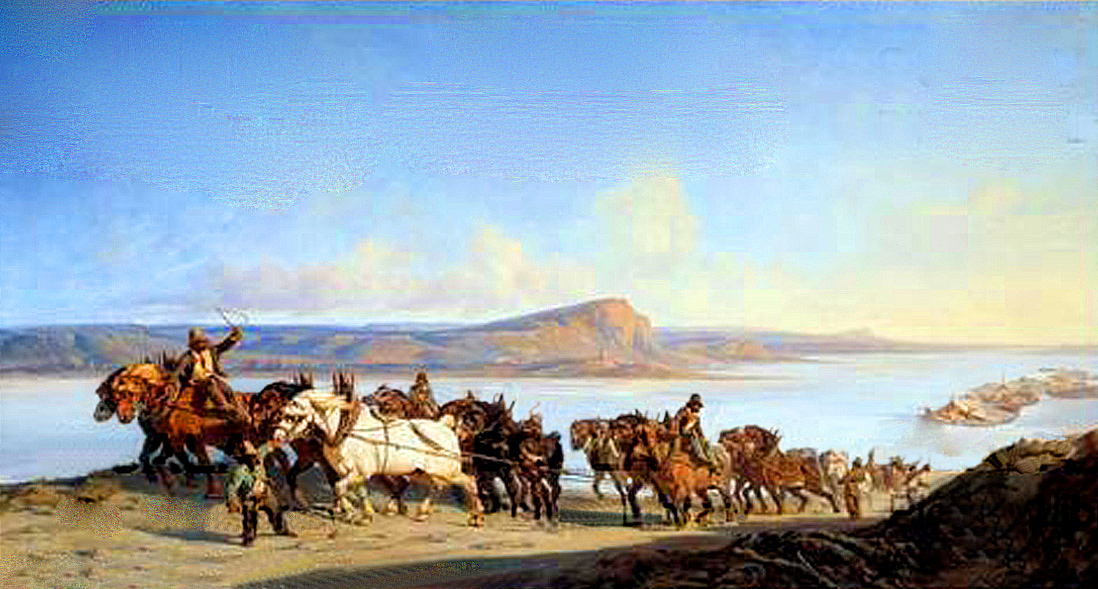
La remontée de sisselandes chargées de sel sur le Rhône, en 1843, par Alexandre Dubuisson

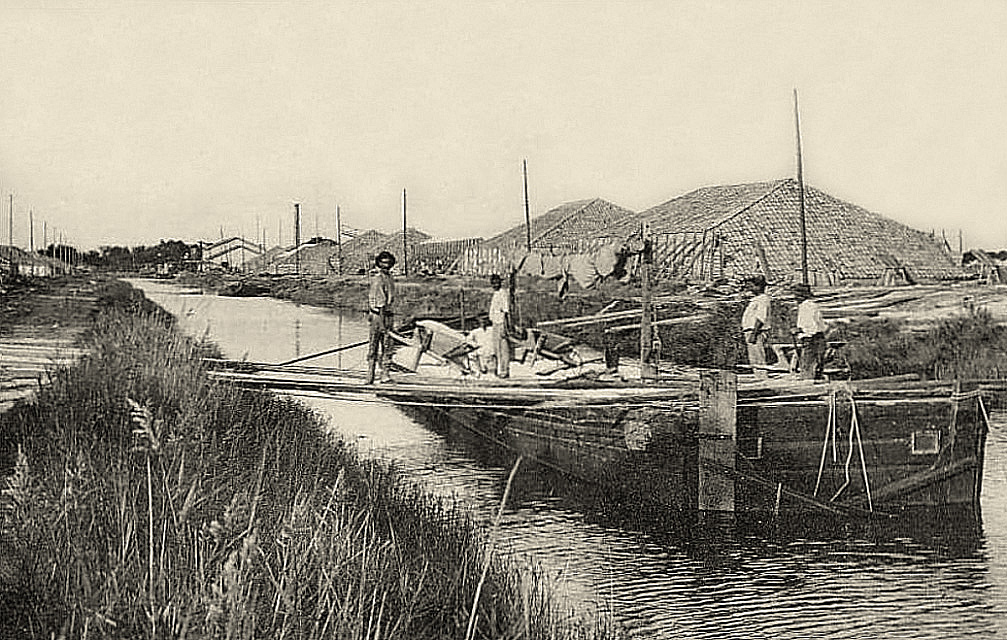
Chargement en sel de péniches à Aigues-Mortes, au début du XXe siècle

Les marais salants sont exploités par des méthodes artisanales, les marchands prenant seulement le contrôle du transport du sel et de sa commercialisation. Le commerce du sel constitue vraisemblablement une très grande activité commerciale le long de l’océan Atlantique ainsi que dans la vallée du Rhône. La Camargue, entre Provence et Languedoc, est alors une zone majeure de production de sel marin ayant de plus un accès à un vaste arrière-pays. Des convois de bateaux de sel peuvent ainsi le transporter sur le Rhône jusqu'à Seyssel, où il est débarqué et transporté en caravane à dos de mule vers l'intérieur des terres jusqu'à Genève ; de là il était de nouveau transporté par voie navigable.
À l'époque romaine, les vieux chemins du sel des premières civilisations des métaux semblent en partie avoir réemployés par plusieurs via salinatorum rectilignes qui, à partir des salins maritimes, alimentaient les principales garnisons proches des domaines urbains du limes rhénan. Il en est ainsi de la voie des Saulniers qui, traversant le Massif vosgien, reliait Lorraine et Alsace.
À l'époque carolingienne, les routes du sel peuvent emprunter tout ou partie des différents itinéraires antiques, coupant au besoin pour gagner une destination recherchée ou une source de sel terrestre, remise en exploitation.

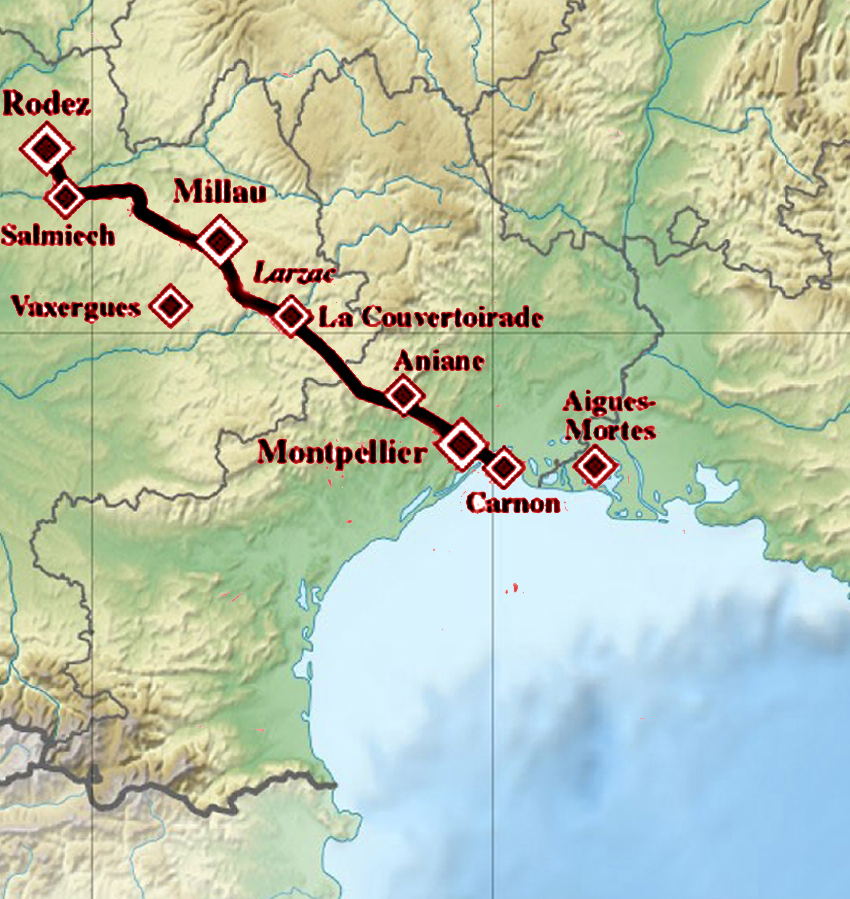
Route du sel de Camargue en Rouergue

Au Moyen Âge, des caravanes de mules transportaient le bois produit en Rouergue vers les ports de la Méditerranée puis revenaient en Rouergue chargées de sel nécessaire à la conservation des aliments.

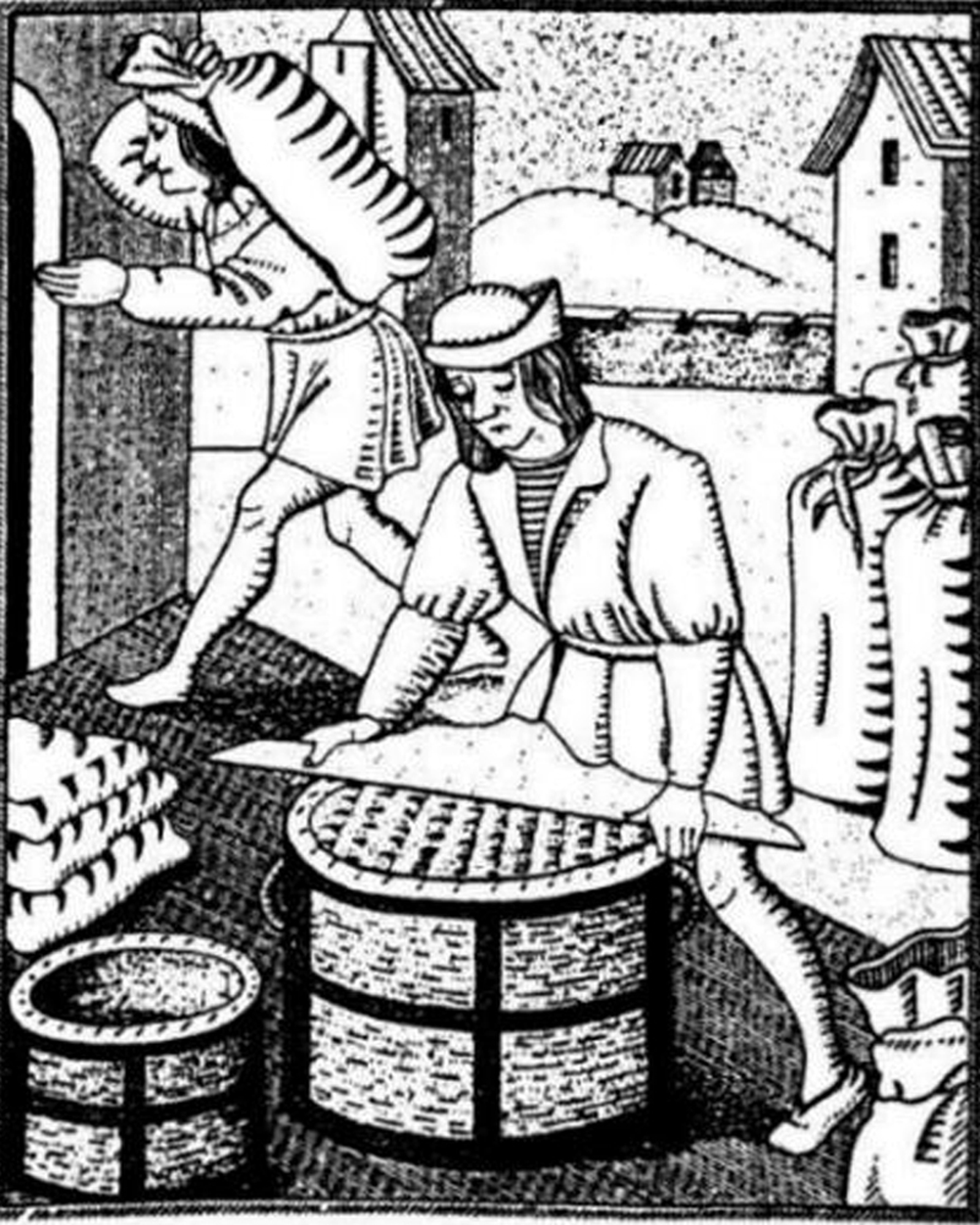
Grenier à sel médiéval

Francesco di Marco Datini, le plus grand négociant du XIVe siècle, finance le retour de Grégoire XI à Rome avec, en contrepartie, le droit d'exploiter à ferme les salines de Peccais (Salinæ de Peccaysio). Le 18 novembre 1376, il passe avec Nastagio di ser Tommaso un contrat d’association. Ce sel est entreposé et vendu à partir des greniers à sel de Beaucaire, Orange et Pont-Saint-Esprit. Ce négoce assoit définitivement la puissance économique et la fortune du marchand avignonnais. Associé, depuis 1367, avec des drapiers installés dans la ville du Saint-Esprit, son consortium ouvre six boutiques pour revendre le sel qui remonte le Rhône.
L'exploitation du marais s'amplifia au cours du XVIe siècle. Elle incita François Ier, en 1532, à faire relier les salins d'Aigues-Mortes à la mer. Mais ce chenal, dit Grau-Henri, s'ensabla rapidement. En 1546, le prieur de Saint-Gilles, fief de l’ordre de Saint-Jean de Jérusalem fit construire le salin de Saint-Jean, dans un étang qui jouxtait Peccais. À la fin du XVIIe siècle, dix-sept salins étaient en activité dans le marais de Peccais. Ils avaient pour nom : L’Abbé, Les Aubettes, Bourbuisset, Les Brassives, La Courbe, La Donzelle, Les Étaques, La Fangouze, La Gaujouze, Le Gay, La Lone, Le Margagnon, Mirecoule, Roquemaure, Saint-Jean, Les Tuillières et Les Terrasses.

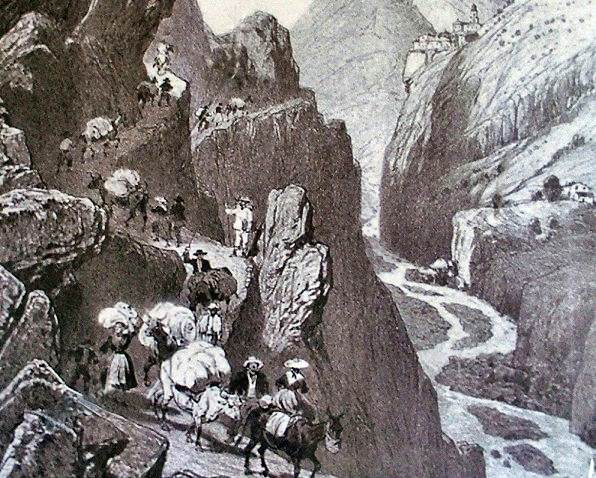
Transport de ballots de sel sur une des routes du sel dans la vallée de la Roya dans les Alpes

Dans d'autres régions, la route du sel fut un long chemin terrestre de portage entre rivières navigables. Le sel déchargé dans les ports de Nice et de Vintimille pouvait voyager par deux routes du sel menant à l'intérieur des terres : de Nice jusqu'à la vallée de la Vésubie en passant par Saint-Martin-Vésubie à l'entrée de la vallée, ou par la vallée de Vintimille de la Roya et le col de Tende pour passer dans le Piémont.
En Basse-Bourgogne (région d'Auxerre), le sel arrive par la Loire jusqu'au port de La Ronce à 1 500 m en amont de Châteauneuf. De là il rejoint les rives de l'Yonne par le chemin du sel passant par Saint-Maurice-sur-Aveyron, Fontainejean, Beauchêne, traversant l'Ouanne au péage de Ponnessant (au nord de Saint-Martin-sur-Ouanne). Au XIIIe siècle, la moitié du sel d'Auxerre passe par cette voie, le reste venant du sel gemme de Franche-Comté,, par exemple de Salins-les-Bains.

### Italie

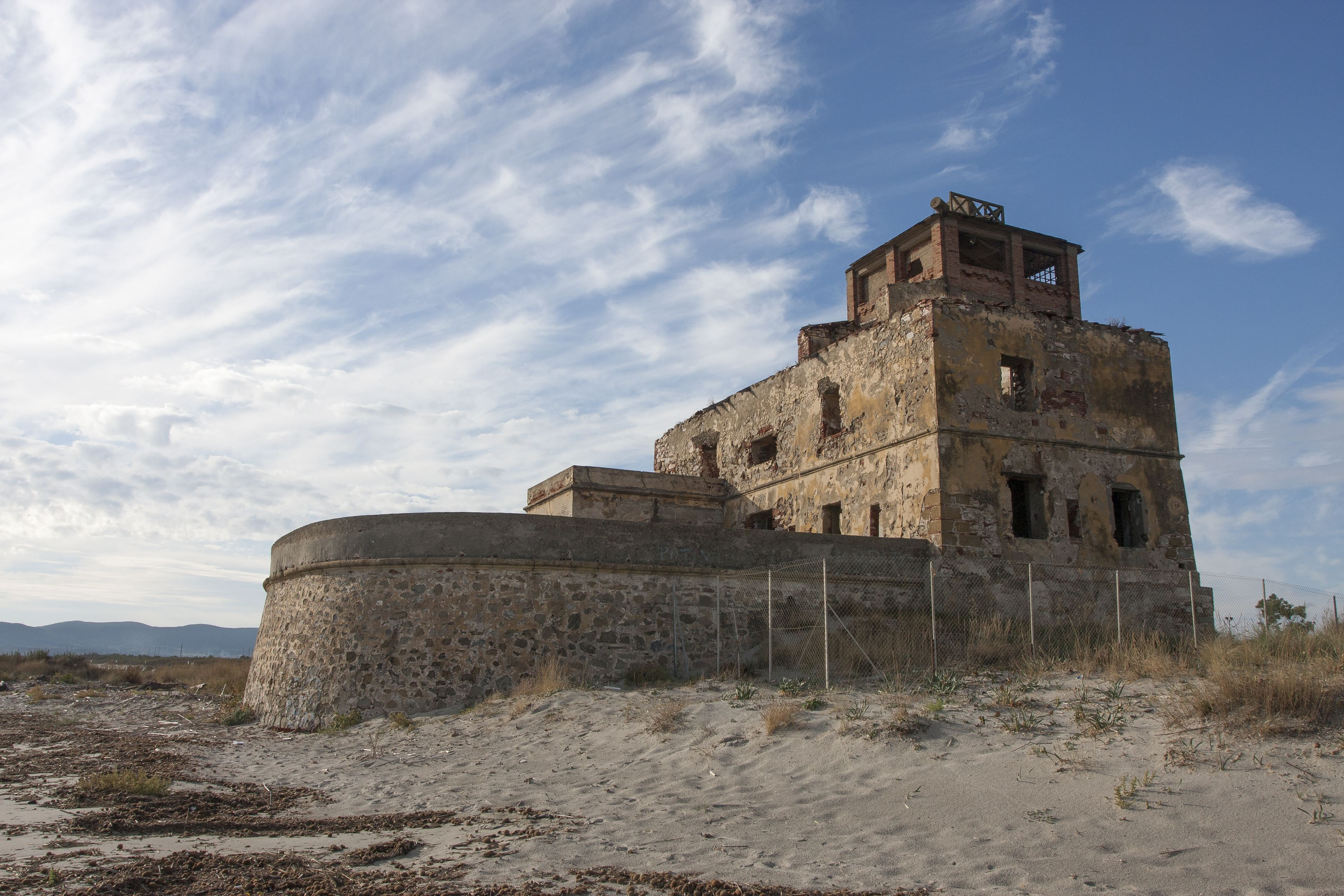
Tour du sel (XVIIIe siècle), étape sur la route du sel en Toscane

Les routes du sel ou  vie del sale en Italie, étaient d’antiques parcours et routes de navigation utilisés par les marchands de sel.
Il n’existe pas une unique route du sel : les diverses peuplades émiliennes, lombardes et piémontaises utilisent chacune son propre réseau de sentiers et liaisons pour amener les marchandises (laine, armes, etc.) vers la mer et remonter le sel.
Mettre en communication la plaine du Pô avec la Ligurie, les territoires français de la Provence ou ceux du canton du Valais en Suisse, permettait le commerce et l’acheminement de ce précieux produit qui était difficile à trouver dans les régions septentrionales, loin de la mer.
- La route du sel émilienne et la route du sel lombarde rejoignait le port de Gênes,
- Une des routes du sel piémontaises rejoignait le Dauphiné et la Provence,
- L’axe sud-nord des vallées alpines, passait les Alpes au col du Simplon pour rejoindre le Valais en Suisse.

## Asie

### Chine

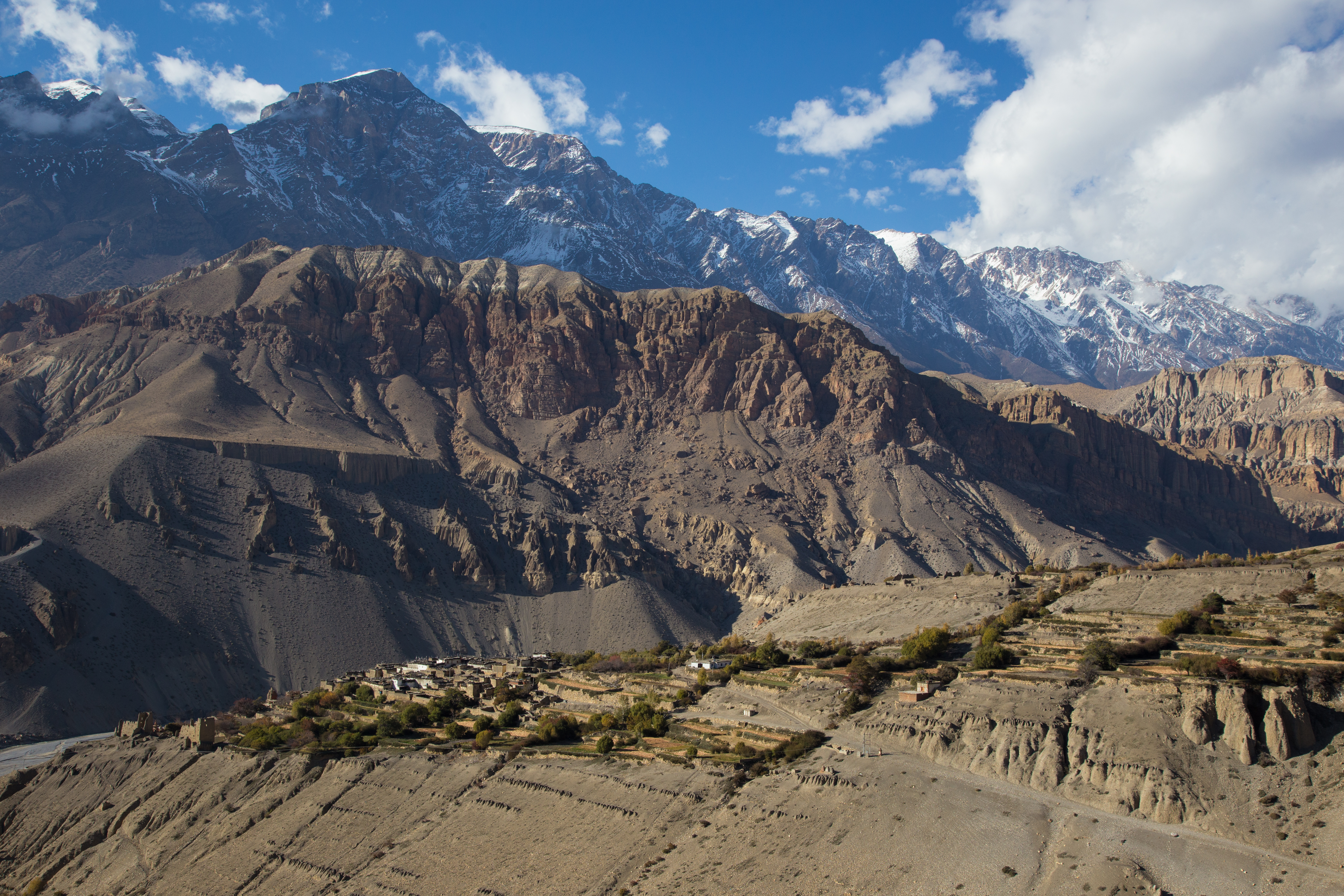
Tangbe (3040 m), village du royaume de Mustang, dont l'ancienne forteresse contrôlait la route du sel, entre le Tibet et l'Inde

Dans la Chine des Ming, le sel ainsi que le riz est expédié du sud au nord, le long du Canal Impérial comme Jusqu'à Pékin.

### Japon
Le Shio no Michi (塩の道, « Route du sel ») était un kaidō (route) de l'ancien Japon qui servait à acheminer le sel extrait de la mer jusqu'aux habitants du centre de Honshū. L'entrée de cette route est toujours visible à Itoigawa, ville située au sud-ouest de la préfecture de Niigata, au bord de la mer du Japon.

### Tibet et Népal
Il y a plus de 200 millions d'années, des océans recouvrent de vastes parties de l'Asie. Les lacs saumâtres du haut plateau tibétain sont encore une source de revenus pour les Tibétains et les Népalais qui s'y rendent en caravanes avec des yaks, voir Nomade du sel et le film documentaire La Route du sel (1997).

## Afrique

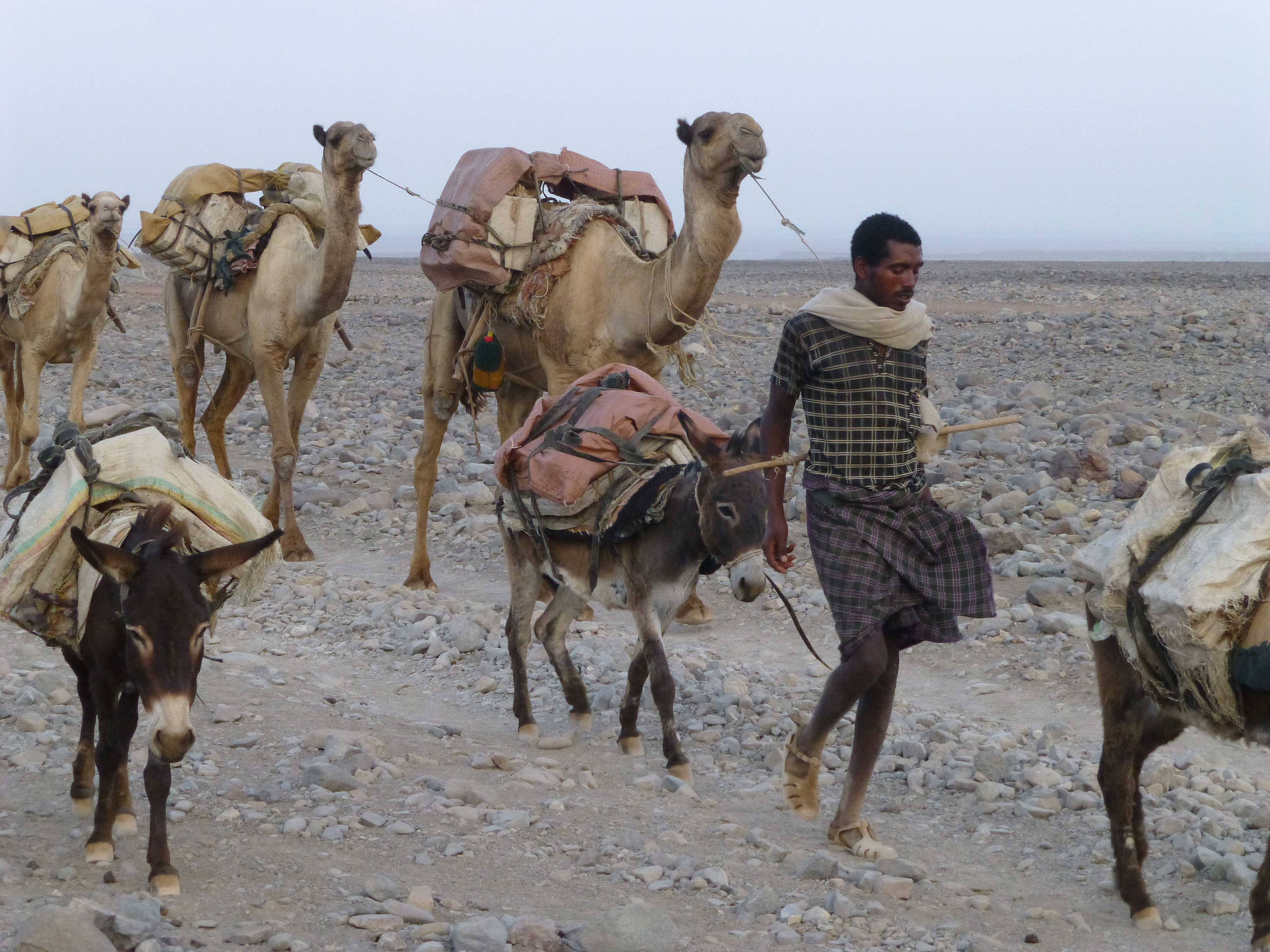
Caravane du sel dans la région des Afars.

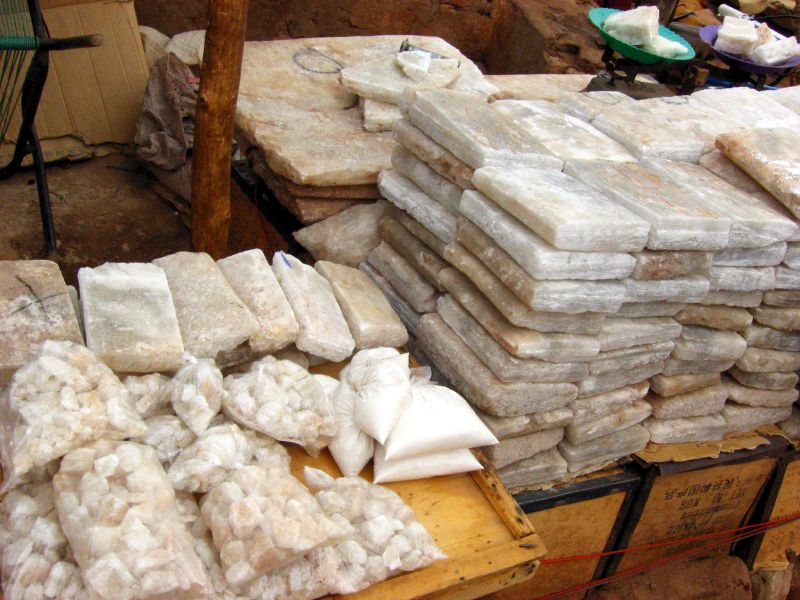
Vente de sel au Mali venu par une route du sel transsaharienne.

Les routes du sel mythiques traversant le désert du Sahara continuent à voir passer de longues caravanes de dromadaires chargés de ce précieux ingrédient. Aux frontières du désert, dans les méandres du Niger, c'est sur la Route du sel qui serpente depuis le Mali.
Au XIVe siècle Tombouctou accueille 25 000 étudiants et 100 000 habitants avant d'être ensevelie par le voile du désert et de l'oubli. Elle constitue alors un carrefour important sur la route du sel.
Le commerce transsaharien du sel remontant le Niger illustre un passé brillant du commerce malien. Le Mali s'enrichit de cet or traversant Tombouctou et Bamako. Sa position centrale fait du Mali un pays de rencontres et d'échanges.
La ville d'Agadez demeure également un important carrefour d'échanges et de commerce notamment du sel. Les transports caravaniers chargés de ballots de sel traversent les montagnes du Ténéré vers les oasis (telle que celle de Bilma) et les destinations les plus lointaines, parfois à plus de 500 km de distance.